# Teatr imeni Muchtara Auėzova (metropolitana di Almaty)
Teatr imeni Auezova (in kazako Мұхтар Әуезов атындағы театры?; in russo Театр имени Ауэзова?) è una stazione della Linea 1, della Metropolitana di Almaty. È stata inaugurata il 1º dicembre 2011